# Bacil
|  | Per a altres significats, vegeu «Bacil (classe)». |

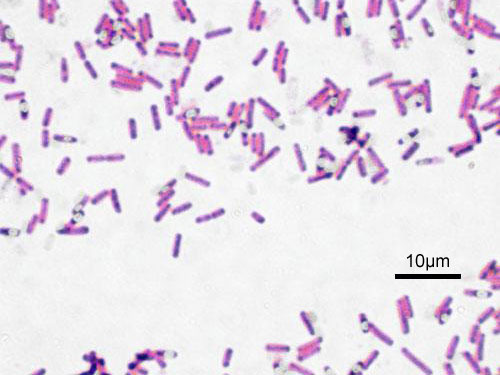
B. subtilis

Els bacils són bacteris que tenen forma de bastó o coma, quan s'observen al microscopi.
Els bacils se solen dividir en:
- Bacils grampositius: fixen el violeta de genciana (tinció de Gram) en la paret cel·lular perquè no tenen capa de lipopolisacàrid.
- Bacils gramnegatius: no fixen el violeta de genciana perquè posseïxen la capa de lipopolisacàrid que els ho impedeix.

Al llarg de la història de la medicina i de la microbiologia, segons s'anaven descobrint els bacils, adoptaven el nom del metge que els descobria, per exemple:
- Bacil d'Abel: K. pneumoniae, biotip ozaenae
- Bacil d'Achalme: B. perfrigens
- Bacil d'Aertrycke: Salmonella
- Bacil de Bang: Brucella abortus
- Bacil de Ducrey: Haemophilus ducreyi
- Bacil d'Eberth: S. typhi
- Bacil de Friedländer: Klebsiella pneumoniae
- Bacil de Hansen: Mycobacterium leprae
- Bacil de Klebs-Löffler: Corynebacterium diphtheriae
- Bacil de Koch: Mycobacterium tuberculosis
- Bacil de Morax: Gènere Moraxella
- Bacil de Yersin: Yersinia pestis. És poden desplaçar, ja que tenen cilis, és a dir petits flagels que envolten tota la superfície de la cèl·lula.